# 加里波第桥
加里波第桥（Ponte Garibaldi）是意大利罗马的一座桥梁，连接雷戈拉区的Lungotevere De' Cenci河岸与外台伯河区的Piazza Giuseppe Gioachino Belli广场。
该桥由建筑师Angelo Vescovali设计，建于1884年至1888年之间。它献给“两个世界的英雄”和意大利统一之父朱塞佩·加里波第。